# カールスルーエ (軽巡洋艦・3代)
|          |                                                                    |
| 艦歴     |                                                                    |
| 発注:    |                                                                    |
| 起工:    | 1926年7月27日                                                      |
| 進水:    | 1927年8月20日                                                      |
| 就役:    | 1929年11月6日                                                      |
| 退役:    |                                                                    |
| その後:  | 1940年4月9日に戦没                                                 |
| 除籍:    |                                                                    |
| 性能諸元 |                                                                    |
| 排水量:  | 6,650 トン（公称6,000トン）                                        |
| 全長:    | 174 m                                                              |
| 全幅:    | 15.2 m                                                             |
| 吃水:    | 6.28 m                                                             |
| 機関:    |                                                                    |
| 最大速:  | 30ノット（公称32ノット）                                           |
| 兵員:    | 820名（公称約570名） - 850名                                       |
| 兵装:    | 5.9インチ砲9門 3.5インチ砲6門 37mm対空砲8門 21インチ魚雷発射管12門 |

カールスルーエ (Karlsruhe) は、第一次世界大戦終結後、ドイツ（ヴァイマル共和政）がヴェルサイユ条約の規定下で建造、ヴァイマル共和国軍の海軍 (Reichsmarine) が運用した軽巡洋艦。
ケーニヒスベルク級軽巡洋艦の一隻。
艦名はバーデン地方の都市カールスルーエにちなむ。
練習艦として遠洋航海に用いられ、幾度か大日本帝国を訪問したこともある。
ナチスの再軍備宣言により、ドイツ海軍 (Kriegsmarine) 所属になった。第二次世界大戦開戦時は改装工事中であった。ドイツ軍の北欧侵攻（ヴェーザー演習作戦）に従事中の1940年（昭和15年）4月9日、イギリス潜水艦トゥルーアントの魚雷攻撃により沈没した。

## 艦歴

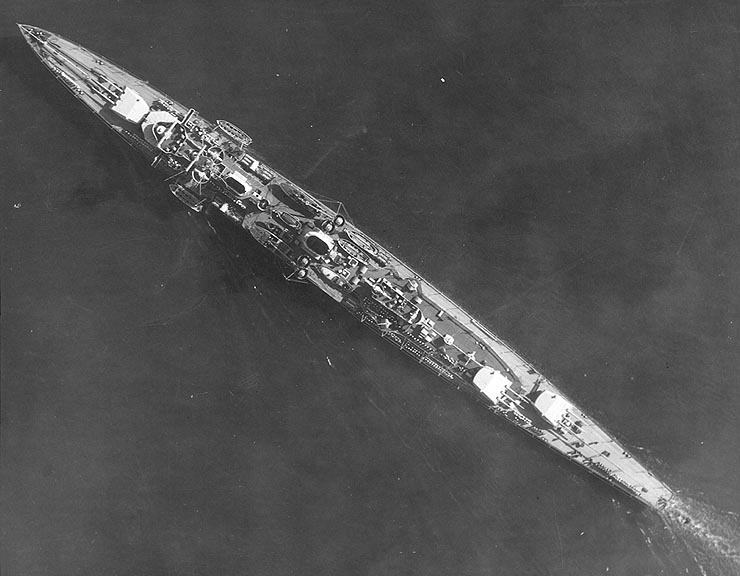
上空から見た艦影。船体の中心線から、2番主砲と3番主砲がずれて配置されている。

ヴァイマル共和国軍が1920年代後半に建造したケーニヒスベルク級軽巡3隻（ケーニヒスベルク、カールスルーエ、ケルン）は、“Ｋ級軽巡洋艦”や、“３Ｋ巡洋艦”と呼ばれることもある。
ハンツ・ツェンカー海軍総司令官の指揮下で建造される。カールスルーエは1926年（大正15年）7月27日、キールのドイチェヴェルケ社で起工。1927年（昭和2年）8月20日に進水。1929年（昭和4年）11月6日に就役する。
第二次世界大戦前には海外への訓練航海などに従事した。1930年（昭和5年）5月24日から12月12日までアフリカ方面などへの航海をおこなう。1931年（昭和6年）11月30日から1932年（昭和7年）12月8日まで東南アジア、アメリカ方面へ航海。
1933年（昭和8年）1月30日、ナチスの権力掌握によりヒトラー内閣が成立する。同年10月14日から1934年（昭和9年）6月15日まで再び東南アジア、ハワイ諸島、アメリカ方面へ航海。同年10月22日から1935年（昭和10年）6月15日までアメリカ方面への航海をおこなう。この時のカールスルーエ艦長は、のちのライン演習作戦でドイツ戦艦「ビスマルク」と運命を共にしたギュンター・リュッチェンスであった（カールスルーエ艦長の在任期間は1934年9月～1935年9月）。
カールスルーエ（リュッチェンス艦長）が航海中の1935年3月16日、ナチス・ドイツは再軍備宣言をおこない、ヴァイマル共和国軍 (Reichswehr) はドイツ国防軍 (Wehrmacht) となる。それにともない、ドイツ共和国海軍 (Reichsmarine) もドイツ海軍 (Kriegsmarine) に改編された。
本艦の艦長がレオポルド・ジーメンス中佐に交代し、同年10月21日から1936年（昭和11年）6月8日まで東南アジア、日本、アメリカ方面への航海をおこなう。一例として、2月21日から3月2日にかけて九州の長崎港に滞在する。日本海軍の妙高型重巡洋艦（足柄、羽黒）などが停泊しており、2月24日にはジーメンス中佐（カールスルーエ艦長）と羽黒艦長鮫島具重大佐が双方の艦を訪問した。
この年にスペイン内戦が始まると、ヨーロッパに戻ったカールスルーエもポケット戦艦などと共にスペイン海域に派遣された。
1937年（昭和12年）5月24日、ジョージ6世戴冠記念観艦式に参加した日本海軍の重巡「足柄」が、ユトランド半島のキール運河を通過して、キール港に到着した。カールスルーエはシュペー号と共に足柄を出迎えた。
ケーニヒスベルク級軽巡は、台風で船体に亀裂が生じた事もあり、船体強度や復元性能に不安を抱えていた。1938年下旬よりウィルヘルムスハーフェン造船工廠で船体強度の改善工事をおこなうが、この改造を実施したのはカールスルーエだけであった。船体幅を1.6メートル拡大して対空高角砲を強化したため、満載排水量は約650トン増大し、最大速力は30ノット以下になった。1939年（昭和14年）9月初頭、第二次世界大戦がはじまる。11月、本艦の改装工事が終わり、訓練に従事した。
1940年（昭和15年）4月初旬、ドイツ軍はヴェーザー演習作戦を発動し、ノルウェー攻防戦がはじまる。この北欧侵攻作戦で、カールスルーエと魚雷艇母艦ツィンタウは、水雷艇などと共にクリスチャンサンとアーレンダール攻略を実施することになった（ヴェーザー演習作戦、ドイツ海軍戦闘序列）。
上陸部隊を載せた後、カールスルーエは4月8日に水雷艇ルクス (Luchs) とゼーアドラー (Seeadler) に伴われてブレーマーハーフェンを出撃した。途中で水雷艇グライフ、ツィンタウ 、Sボート部隊と合流し、濃い霧の中を目的地に向かって進んだ。4月9日朝、部隊はクリスチャンサンのあるフィヨルドへ侵入を開始した。ノルウェーの要塞からの砲撃を受けるが、カールスルーエは何度か攻撃をおこない、クリスチャンサンの占領に成功した。
同日19時、「カールスルーエ」は水雷艇3隻（ルクス、ゼーアドラー、グライフ）を伴って出港し、帰途に就いた。20時ごろ、イギリス潜水艦トルーアントの攻撃により、「カールスルーエ」に魚雷が命中した。トルーアント（Christopher Haynes Hutchinson艦長）は10本の魚雷を発射し3度爆発音を聞いているが、ドイツ側の報告では命中魚雷は1本となっている。「カールスルーエ」の損害は大きく、ルクスとゼーアドラーが乗員を収容したあと、22時50分にグライフから魚雷2本が打ち込まれ、「カールスルーエ」は沈没した。
長年、ノルウェーを攻撃したドイツの大型艦の中で唯一沈没場所が不明だったが、2020年9月、ノルウェー沖水面下488mの海底で80年ぶりに発見された。発見の3年前、送電網システムを運営するノルウェーの国営企業がソナーによる海底ケーブルの検査中に確認していたが、2020年夏にエンジニアらが作業船で更なる調査を行い、沈没位置を検証した。